# Schuhbräualm
Die Schuhbräualm ist eine Alm in den Bayerischen Voralpen. Sie liegt im Gemeindegebiet von Brannenburg und ist zeitweise bewirtschaftet.
Das Almgebiet befindet sich bei einem Sattel zwischen Rampoldplatte und Mitterberg. Etwas oberhalb derselben befindet sich noch die Rampoldalm.
Die Alm war bereits auf der Uraufnahme namentlich erwähnt.
Die Alm wird am einfachsten über einen Fahrweg von Brannenburg aus erreicht.